# Franck Monnet
Pour les articles homonymes, voir Monnet.
Franck Monnet est un auteur-compositeur-interprète français né au Mans le 13 septembre 1967.

## Poésie pour enfants
- Livre-CD : Quand on arrive à Malidor, écrit, composé, chanté par Franck Monnet, illustré par Vanessa Hié, raconté par Natacha Régnier, Éditions Actes Sud Junior, Collection Toto ou Tartare, 2007,  (ISBN 2742770100)

Enrhumée, la petite souris Mousse ne parvient pas à s'endormir et rejoindre sa jumelle Tache au pays des rêves, Malidor, qu'elle imagine. Le sommeil la gagne, et elle gagne le port de Malidor où elle rencontre l’éléphant Clarence et part à la recherche de Tache.

## Contributions

### Auteur
- Album de Vanessa Paradis, Bliss
  - Pourtant, (Franck Monnet  / Matthieu Chedid)
  - Les Acrobates, (Franck Monnet  / Vanessa Paradis)

- Album de Vanessa Paradis, Divinidylle
  - Les Revenants (Franck Monnet  / Vanessa Paradis)
  - La Bataille (Franck Monnet / Vanessa Paradis)
  - La Mélodie (Franck Monnet / Vanessa Paradis)

- Album de Tryo , Grain de sable
  - Comme les journées sont longues, (Franck Monnet  / Franck Monnet)

## Clips officiels
- T'aimer (réal. : Jérôme Derathé)
- La Langue des Chats (réal. : Fred Poulet)
- Waimarama (réal. : Jérémiah)
- Différents (réal. : Christian Beuchet)

## Inédit
- Éviter de l'appeler

## Distinctions

### Récompenses
- 2000 : Prix Mireille remis par son hôte Feline from Cat-Town et ses parrains et marraine Françoise Hardy, Serge Lama, Pierre Delanoë, Jean-Michel Boris
- 2001 : Grand prix de l'Académie Charles-Cros

### Nomination
- 2005 : Prix Constantin